# Mary-Kate i Ashley Olsen
Zasugerowano, aby ten artykuł podzielić na różne artykuły.
Mary-Kate i Ashley Fuller Olsen (ur. 13 czerwca 1986 w Los Angeles) – amerykańskie aktorki i projektantki mody; siostry-bliźniaczki, określane mianem "najbardziej znanych sióstr świata".

## Kariera
Zagrały główne i epizodyczne role w ponad pięćdziesięciu filmach, serialach i programach telewizyjnych. Kilkakrotnie uczestniczyły w galach MTV. Mary-Kate Olsen została nominowana do nagrody Emmy za rolę Riley Carlson w serialu Jak dwie krople wody.
Ich kariera rozpoczęła się w wieku trzech miesięcy, kiedy grały w reklamach. Następnie, w wieku dziewięciu miesięcy, pojawiły się na planie serialu Pełna chata, w którym grały na zmianę rolę Michelle Tanner, najmłodszej córki głównego bohatera, wdowca Danny'ego Tannera. Serial emitowała stacja ABC przez osiem lat. 
Pierwszym filmem bliźniaczek, który wszedł na ekrany kin, był Czy to ty, czy to ja?. Zarówno wcześniej, jak i w kolejnych latach, siostry Olsen występowały jedynie w produkcjach telewizyjnych oraz wydawanych na nośnikach VHS i DVD. W roku 2004 do dystrybucji wszedł ich pierwszy od wielu lat film kinowy – młodzieżowa komedia Nowy Jork, nowa miłość.
W wieku dziewięciu lat słynne siostry założyły firmę Dualstar, która produkuje filmy i gadżety. Dzięki temu stały się najmłodszymi producentkami w historii kina. Niedługo potem powstały pierwsze produkty firmowane imionami sióstr. Prowadzą również własny magazyn o nazwie Mary-Kate and Ashley. Mary-Kate zagrała w serialu Trawka oraz w filmie The Wackness. Powstał także serial animowany Mary-Kate i Ashley w akcji (tytuł oryg. Mary-Kate and Ashley in action).
W 2006 roku założyły luksusową markę odzieżową The Row. 

## Wybrana filmografia

### Wspólna
- Seriale i serie filmów
  - Pełna chata (Full House), 1987-1995
  - Dzieci Hollywoodu (Growing Up In Hollywood), 1993
  - Przygody Mary-Kate i Ashley (The Adventures of Mary-Kate & Ashley), 1994-1998
  - Zaproszenie do Mary-Kate i Ashley na imprezę (You're Invited to Mary-Kate & Ashley's Party), 1995-1999
  - Bliźniaczki (Two of a Kind), 1998
  - Jak dwie krople wody (So Little Time), 2001
  - Mary-Kate i Ashley w akcji (Mary-Kate and Ashley in Action!) 2001-2002

- Filmy telewizyjne i kinowe
  - Jedziemy do babci (To Grandmother's House We Go), 1992
  - Czary-mary (Double, Double, Toil and Trouble), 1993
  - Jak uratowano Dziki Zachód (How the West Was Fun), 1994
  - Klan urwisów (The Little Rascals), 1994
  - Czy to ty, czy to ja? (It Takes Two), 1996
  - Randka z billboardu (Billboard Dad), 1998
  - Paszport do Paryża (Passport to Paris), 1999
  - Bliźniaczki na boisku (Switching Goals), 1999
  - Nikomu ani słowa (Our Lips Are Sealed), 2000
  - Londyn jest cool (Winning London), 2001
  - Wakacje w słońcu (Holiday in the Sun), 2001
  - Wakacje w Rzymie (When in Rome), 2002
  - Odlotowa podróż (Getting There), 2002
  - Wyzwanie (The Challenge), 2003
  - Aniołki Charliego: Zawrotna szybkość (Charlie's Angels: Full Throttle), 2003
  - Nowy Jork, nowa miłość (New York Minute), 2004

### Samodzielne role Mary-Kate Olsen
- Dziewczyna z fabryki (Factory Girl), 2006
- Trawka (Weeds), 2007
- Kim jest Samantha? (Samantha Who?), 2008
- The Wackness, 2008
- Bestia (Beastly), 2011
- Scatter My Ashes at Bergdorf's, 2013